# Dombai András (labdarúgó, 1979)
Dombai András (Tatabánya, 1979. szeptember 17. –) magyar labdarúgó, kapus. Legutolsó magyarországi klubja az FC Tatabánya volt.Az aktív labdarúgástól ,2017 nyarán vonult vissza, az ausztriai ASV Nickelsdorf csapatától.2018. Téli szünetben, a klub hívó szavára ismét reaktiválta magát és ,játékos-kapusedzőként’ vállalt szerepet szeretett klubjában.
Jelenleg is aktív.

## Pályafutása
Csapatai: FC Tatabánya, Dorogi FC, Haladás, Mosonmagyaróvári TE, Lombard Pápa, Budafoki LC, Újpest FC, majd visszatért a Tatabányához. Az ausztriai ASF Nickelsdorf csapatában fejezte be pályafutását.

## Sikerei, díjai
- NB1 második hely. NB2 második hely, NB3 második hely,

## Családja
Ismert sportcsalád leszármazottja. Apai nagyapja idősebb Dombai András labdarúgó volt (középcsatár) a Szolnoki Légierő majd a Tatabánya NBI-es csapatában játszott később a TBSC labdarúgócsapatának edzője.
Édesapja Dombai András labdarúgó (kapus) a TBSC csapatának kapusa volt. Édesanyja Dombai Andrásné az egykori TBSC női kézilabda csapatában játszott.
Dombai András 2010. december 11-én házasságot kötött, felesége Dombai Kulcsár Nóra. Kisfia, Dombai András Lőrinc 2012. március 5-én született, és Dombai Sándor Márton 2014. augusztus 7-én.
Érdekesség, hogy a családból 4-en a nagypapa,Id. Dombai András, az édesapa Dombai András, és a két fiútestvér Dombai András és Dombai Viktor egyazon futballklubnál, az Fc Tatabányában (egykoron TBSC) mutatkoztak be a magyar NB1 ben.